# Echinax wuzhishan
Espèce
Echinax wuzhishan est une espèce d'araignées aranéomorphes de la famille des Corinnidae.

## Distribution
Cette espèce est endémique de Hainan en Chine. Elle se rencontre vers Wuzhishan.

## Description
La femelle holotype mesure 5,88 mm.

## Systématique et taxinomie
Cette espèce a été décrite par Zhang et Zhang en 2023.

## Étymologie
Son nom d'espèce lui a été donné en référence au lieu de sa découverte, Wuzhishan.

## Publication originale
- Zhang & Zhang, 2023 : « Review of the genus Echinax Deeleman-Reinhold, 2001 from China (Araneae: Corinnidae). » Zootaxa, no 5383(1), p. 39-56.